# 원주 분기점
원주 분기점(原州分岐點, Wonju Junction, 원주JC)은 강원특별자치도 원주시 노하길 26에 설치된 영동고속도로와 광주원주고속도로가 만나는 분기점이자 광주원주고속도로의 종점이다. 2016년 11월 11일에 개통되었다.

## 연혁
- 2010년 3월 4일 : 분기점 신설을 위해 원주시 도시계획시설 교통광장에 가현동 일원을 고시[2]
- 2015년 12월 31일 : 명칭을 원주 분기점으로 확정[3]
- 2016년 11월 11일 : 광주원주고속도로 개통과 함께 통행 개시[4]

## 구조물 정보
직결형 구조로 광주원주고속도로에서 원주 방향을 향해 오는 선이 그대로 영동고속도로 강릉 방향으로 합류하는 구조이다. 영동고속도로 강릉 방향에서 광주원주고속도로 광주 방향으로, 또는 그 반대 방향으로는 진출입이 불가능하다.
- 위치 : 강원특별자치도 원주시 가현동
- 영업소 : 강원특별자치도 원주시 저금어지길 320-5

## 접속하는 노선

### 인천・강릉방면
- 영동고속도로 (27번)

### 광주방면
- 광주원주고속도로 (10번)

## 교통량 정보
원톨링 시스템에 의해 집계된 광주원주고속도로를 통과한 차량 기준이다.
| 요금소              | 통행량 (대/일) | 통행량 (대/일) | 통행량 (대/일) | 통행량 (대/일) | 각주  |
| 요금소              | 2016년         | 2017년         | 2018년         | 2019년         | 각주  |
| ------------------- | -------------- | -------------- | -------------- | -------------- | ----- |
| 원주분기점 (폐쇄식) | 4,813          | 4,522          | 2,813          | 2,867          | [ 5 ] |